# 本特·埃德倫
本特·埃德倫（瑞典語：Bengt Edlén，1906年11月2日—1993年2月10日）是一名瑞典物理學教授和天文學家，專門研究光譜學。他是第一位在日冕中發現未知日冕光譜線的人，這些光譜線被用來計算日冕的溫度。

## 生平
埃德倫於1906年11月2日出生在瑞典古松。他於1926年在北雪平中學畢業，同年進入烏普薩拉大學就讀。他在三個學期後獲得學士學位，並於1934年以關於週期系統開始時元素的光譜和能量的論文獲得博士學位。
他在太陽光譜中發現了不明光譜線，並推測這些光譜線可能來自一種至今仍未發現的化學元素，稱為𰛂。埃德倫後來發現這些光譜線來自於多重離子化的鐵（Fe-XIV）。他的發現並沒有立即被接受，因為所謂的電離需要數百萬度的溫度。後來這樣的日冕溫度得到驗證。他在分析沃爾夫-拉葉星的光譜方面也有重要的貢獻。
埃德倫於1944年至1973年間擔任隆德大學教授。他於1947年獲選為瑞典皇家科學院院士。他在1945年因為解決日冕之謎而獲得英國皇家天文學會金質獎章，1946年因為研究極紫外線而獲得霍華德·N·波茨獎章，1968年獲得美國國家科學院亨利·德雷伯獎章。

## 外部連結
- Gold Medal of the Royal Astronomical Society awarded to Edlén
- Pressmeddelande: Ny utställning på Lunds Universitetmuseum (in Swedish)